# Nyctibora tenebrosa
Nyctibora tenebrosa är en kackerlacksart som beskrevs av Walker, F. 1868. Nyctibora tenebrosa ingår i släktet Nyctibora och familjen småkackerlackor. Inga underarter finns listade i Catalogue of Life.